# Chinezen in Papoea-Nieuw-Guinea
Chinezen in Papoea-Nieuw-Guinea zijn inwoners van Papoea-Nieuw-Guinea van Chinese afkomst. Deze overzeese Chinezen vormen een zeer andere gemeenschap in het land. Bij een telling van 2008 zijn er 1000 mensen geteld die in het land geboren zijn van wie hun voorouders in de late 19e en vroege 20e eeuw naar Nieuw-Guinea kwamen. De andere nakomelingen van deze migranten zijn later geëmigreerd naar Australië. De populatie van Chinezen in Papoea-Nieuw-Guinea groeide nadat vele overzeese Chinezen uit Zuidoost-Azië vluchtten voor het anti-Chinese geweld. Na de opening van Volksrepubliek China eind jaren tachtig, kwamen ook veel mensen uit het vasteland van China. Er zijn ook Chinezen afkomstig uit Republiek China (Taiwan).

## Geschiedenis
Vanaf 1888 haalde de Duitse Nieuw-Guinea Compagnie duizenden Chinese arbeiders uit Xiamen, Hongkong, Singapore en Sumatra om ze te laten werken op de kokosnoot- en tabaksplantages. 40% van deze mensen kwam om door tropische ziektes en de strenge maatregelen van de Duitsers. Tien jaar later, in 1898, stonden de Duitsers vrije migratie toe. Hierdoor kwamen veel Chinezen om te werken als scheepsbouwers, ingenieurs, winkeliers, etc in onder andere Rabaul, Kokopo, Kavieng, Lae en Madang. In 1913 werden er 1427 Chinezen geteld. Een jaar later vielen de Australiërs de Duitse kolonie binnen en verboden verdere Chinese immigratie.
In 1933 waren er nog maar vijf Chinezen in Papoea en ongeveer honderd in Nieuw-Guinea. Port Moresby had één Chinese familie. Deze werd geleid door meneer Luk Poi Wai die kleermaker was. Tijdens de Tweede Wereldoorlog in Azië leefden er ongeveer 2000 Chinezen.
De meeste Chinezen in het land steunden de Guomindang in de Chinese Burgeroorlog. Na de overwinning van de communisten bleven de Chinezen de vlag van Republiek China uithangen tijdens feestdagen. Ook stuurden ze vertegenwoordigers naar het Nationale Congres van Republiek China.
In 1975 werd Papoea-Nieuw-Guinea onafhankelijk en vertrokken veel Chinezen naar Australië.

## Cultuur
De vroegste Chinese immigranten hadden hun jiaxiang in Guangdong. Het Siyihua was de lingua franca onder hen. Andere Kantonese dialecten en verschillende Hakka dialecten werden ook gesproken. Vanaf de jaren zeventig huurden veel Chinese families een inlandse vrouw als babysitter. Zij leerden de kinderen Tok Pisin. Tegenwoordig spreken onder de nakomelingen van Chinese migranten maar zeer weinigen een Chinees dialect. Velen kunnen het zelfs verstaan.
De meeste Chinezen in Papoea-Nieuw-Guinea geloven in Jezus. De Duitse kolonisten zagen de eerste Chinese bekeerlingen tot het katholicisme. Chinese katholieke en Methodistenkerken zijn er in Rabaul sinds de jaren twintig. De Manjusri Buddhist Centre (曼珠精舍) is de enige boeddhistische tempel van het land en staat in Port Moresby. Het werd in 1994 voor Chinese Maleisiërs gebouwd. Nu heeft de Taiwanese Fo Guang Shan daar zijn intrek genomen. De tempeldiensten worden in het Standaardmandarijns gehouden.
Interraciale huwelijken vinden de Chinezen hier slecht. Er was vroeger een groot tekort aan Chinese vrouwen, dus was het trouwen met een inlandse vrouw zeer normaal.
Migranten van het Chinese vasteland hebben veel winkeltjes illegaal geopend en concurreren met harde hand, wat ze niet erg welkom maakt onder de Papoea's. In september 2007 braken er anti-Chinese rellen uit in Mount Hagen. Chinese warenhuizen en winkeltjes werden het doelwit van overvallen en vernielingen.

## Bekende Chinezen in Papoea-Nieuw-Guinea
- Julius Chan, minister-president van Papoea-Nieuw-Guinea in de periodes 1980-1982 en 1994-1997
- Byron Chan, zoon van Julius
- Chin Hoi Meen
- Robert Seeto
- Ni Yumei Cragnolini